# El Duende de Madrid
La revista cultural El Duende (originariamente El Duende de Madrid) se editó por primera vez en mayo de 1998 por la editorial madrileña Grupo Duende. Está dirigida desde sus inicios por los periodistas y empresarios madrileños Rubén Arribas y Esther Ordax.

## Temática
De temática cultural afronta cada mes un tema de portada de forma monográfica. Su nombre se inspira en otros célebres duendes del periodismo, como El Duende satírico del día de Mariano José de Larra.
El logo actual de su cabecera fue realizado por el estudio de Manuel Estrada.
La revista siempre se ha caracterizado por promover la labor de los creadores y creadoras del momento. Tanto sus portadas como en el interior ha contado con la colaboración de artistas de diferentes disciplinas. Así, las imágenes que han protagonizado sus cubiertas han sido creadas tanto por grandes nombres como por talentos emergentes de la fotografía, el diseño o la ilustración. Entre muchos otros, Isabel Muñoz, Alberto Corazón, Isidro Ferrer, Pep Bonet, Ricardo Cases, Paco Gómez, Jorge Arévalo o Coco Dávez. 
En lo que se refiere a su formato y diseño, la publicación varía a lo largo de sus ediciones, en muchos casos adaptándose a la temática de la edición. Así, por ejemplo, para varias de sus ediciones que han tenido como protagonista especial a la música su formato fue el de un LP, siendo su portada una reproducción de un vinilo, o un sencillo e incluyendo una funda a modo de doble cubierta. Cuando lanzó una edición dedicada a la fotografía de retratos su formato fue el de un álbum de fotos. Su ediciones Calendario de la Cultura consisten en una mezcla entre revista y calendario que se puede colgar.
En 2023, con motivo de su 25 aniversario y coincidiendo con el lanzamiento de su edición 200, elaboró una edición especial titulada Enciclopedia de la creación madrileña con más de 300 entradas de creadores de múltiples disciplinas que han desarrollado parte o la totalidad de su trayectoria en Madrid y que pretendía ser el "retrato en un instante" de la cultura en Madrid. La selección de los nombres de dichos artistas fue realizada con la colaboración de más de cincuenta profesionales de la comunicación.

## Distribución
Se distribuye en más de 750 puntos de Madrid: teatros, salas de exposiciones, salas de conciertos, restaurantes, locales de noche, tiendas, etc. En la parte final de la revista siempre se incluye una sección de agenda con todos los acontecimientos culturales relevantes, un directorio de espacios de ocio y cultura que son ubicados detalladamente en varios planos de la ciudad.

## Programa de radio
Tuvo su versión radiofónica con el programa Maldito Duende, emitido a través de Radio Círculo, del Círculo de Bellas Artes, que plasmaba en versión sonora los mismos temas monográficos tratados en la revista. 
Desde 2022 el programa de Radio Madrid A vivir Madrid, dirigido y presentado por Mónica Berlín, incluye una agenda cultural semanal que elabora El Duende que se emite los domingos y que se puede escuchar, además, de en directo, en formato podcast.

## Otras actuaciones
Grupo Duende también ha editado otras revistas como el Anuario del Diseño, revista oficial de la feria de diseño Casa Pasarela Ce2puntos, realizada para Renfe Cercanías de la Comunidad de Madrid o Guiño, sobre diseño y arquitectura.
La revista siempre ha tenido vocación de agente cultural dentro de la ciudad desde sus inicios. Así nació el Festival multidisciplinar IK, del que se llevaron a cabo seis ediciones, la última en octubre de 2004. Bajo una temática común reunía a artistas de diversos campos, música (Teenage Fun Club, James Taylor Quartet, Big Soul, The Unfinished Sympathy, Los Planetas, Andy Smith,  Herbaliser Dj, etc), danza teatro, artes plásticas, cortometrajes, fotografía, performances, etc. 
Siguiendo con la misma filosofía nació como agencia de comunicación y eventos La Más Chula Inspirada en el casticismo madrileño su gráfica fue creada por el estudio de diseño del colectivo artístico Boa Mistura. 